# 中国醋文化博物馆
中国醋文化博物馆（英語：Zhenjiang Vinegar Culture Museum）是一座位于中国江苏省镇江市的醋文化博物馆。

## 历史
该博物馆由江苏恒顺集团于2010年建立，其主要展示中国四大名醋之一的镇江香醋的相关文化。博物馆建筑面积4000平方米,展出面积8000多平方米，由醋史馆、老作坊、酱园、酒海、三酉堂、现代工艺馆等多个展馆组成。